# Nürburg (Gemeinde)
Nürburg mit der Burg Nürburg am Nürburgring ist eine Ortsgemeinde und Luftkurort in der Eifel im rheinland-pfälzischen Landkreis Ahrweiler. Sie gehört der Verbandsgemeinde Adenau an.

## Geographie
Nürburg ist neben dem Adenauer Stadtteil Breidscheid, Herschbroich und Quiddelbach einer von vier Orten, die innerhalb der Nordschleife des Nürburgrings liegen. Zu Nürburg gehören die Wohnplätze Am Reckberg und Balkhausen.

## Klima
Das Klima der Gemeinde ist kontinental. (Klimaklassifikation Dfb) Der Jahresniederschlag beträgt 872 mm.

## Politik

### Bürgermeister
Anita Schomisch ist seit dem 26. Juni 2019 Ortsbürgermeisterin von Nürburg.
Schomischs Vorgänger Reinhold Schüssler hatte das Amt 17 Jahre ausgeübt, war 2019 aber nicht erneut angetreten.

## Sport
Am Nordhang des Burgbergs befindet sich ein Wintersportgebiet. 1952 baute dort die Gemeinde Nürburg in Nordwest-Lage eine 42-Meter-Ski-Sprungschanze, die am 11. Januar 1953 mit der Landesmeisterschaft eingeweiht wurde. Der Betrieb wurde jedoch nach wenigen Jahren eingestellt. Ihre Lage ist aus der Vogelschau noch deutlich erkennbar.

## Persönlichkeiten, die mit der Gemeinde Nürburg verbunden sind
- Erich Zakowski, Gründer der Zakspeed-Rennstalls, lebte viele Jahre in Balkhausen